# Ingela Alshammar
Inga Linnéa "Ingela" Alshammar, född 8 juli 1916 i Stockholm, död 12 juli 1998 i Väddö, var en svensk keramiker. Hon signerade sina verk INGLA.
Alshammar studerade vid Tekniska skolan i Stockholm 1940–1942 och för Maggie Wibom 1944–1948. Alshammars konst består skålar, vaser och fat, men hon arbetade huvudsakligen med reliefer och väggmotiv.